# Anselm von Schwanden
Anselm von Schwanden (OSB) (* 12. Jahrhundert; † 30. Dezember 1266) war von 1234 bis 1266 der 17. Abt des Klosters Einsiedeln.

## Leben
Nach der Resignation des Abtes Konrad wurde Anselm von Schwanden zum neuen Abt gewählt.
Über die ersten Regierungsjahre des Abtes ist nichts bekannt. Auch später gibt es nur vereinzelte Aufzeichnungen über Güterkäufe und Lehengeschäfte.
Gelegentlich musste sich der Abt für die Sicherheit der Stiftsbesitzungen wehren. So griff Friedrich II. von Toggenburg die Güter im heutigen St. Gallen an, weshalb der Abt ihn aufforderte, Schadenersatz zu leisten. Wohl aufgrund der Angriffe der Toggenburger wurde in Pfäffikon ein stehender fester Turm erbaut, das heute noch bestehende Schloss Pfäffikon.
Abt Anselm stand bei Papst Innozenz IV. wohl in gutem Ansehen, da er mehrmals für dessen Dienste in Anspruch genommen wurde. So sollte er unter anderem darüber wachen, dass die Mönche der Abtei Rheinau ihrem neuen Abt gehorchten.
Nach seiner Regierungszeit von 32 Jahren, starb Abt Anselm am 30. Dezember 1266.